# Cinclosoma punctatum
Cinclosoma punctatum là một loài chim trong họ Cinclosomatidae.